# 2番ゲージ

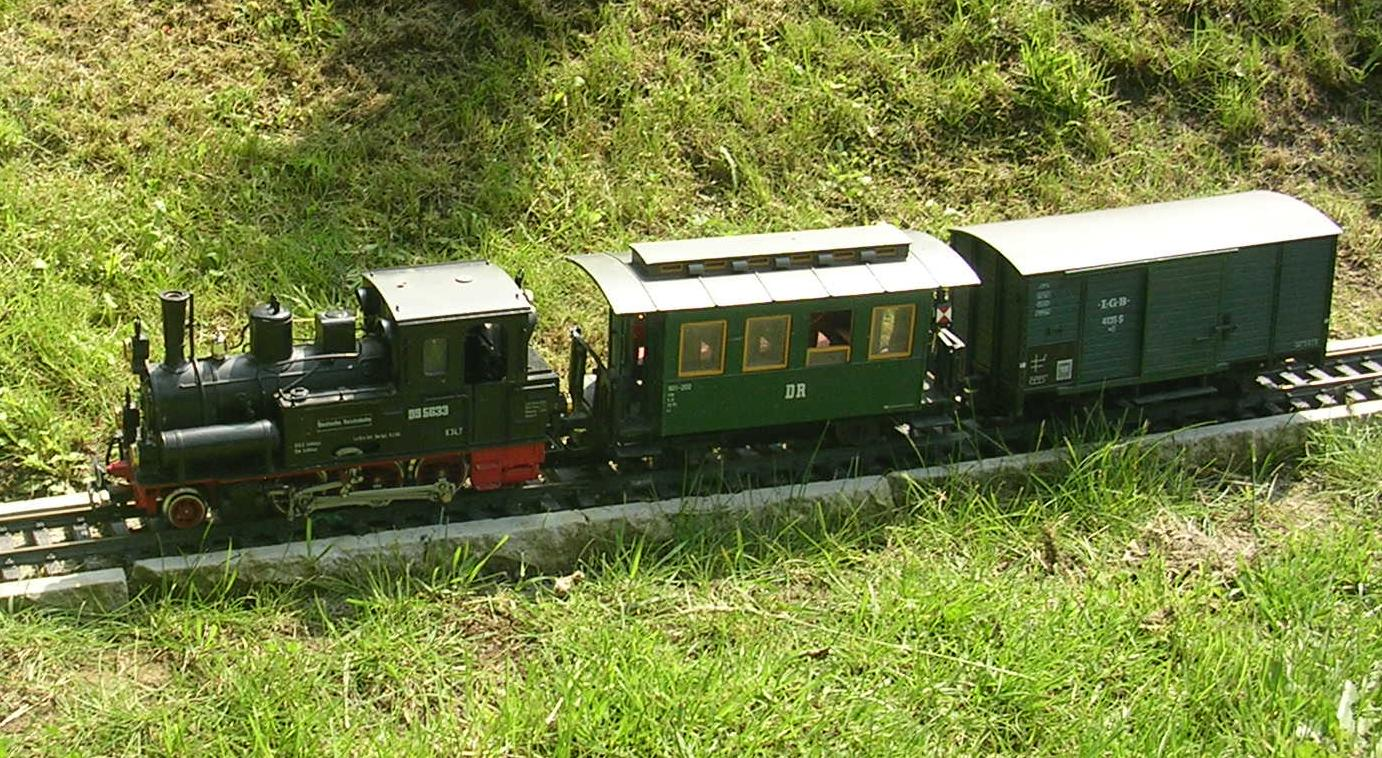

2番ゲージ（2ばんゲージ）とは、鉄道模型の縮尺と軌間をあらわす規格呼称である。

## 軌間と縮尺
2番ゲージは19世紀末から20世紀初頭に鉄道模型の軌間と縮尺の規格が成立した当時から存在する規格名称であり、時代や地域によって軌間と縮尺の相違がみられる。現行の規格ではヨーロッパのNEM規格にのみ名称があり、軌間64mm・縮尺1/22.5を2番ゲージと規定している。アメリカのNMRA (National Model Railroad Association)規格にも、かつては名称は異なるものの2番ゲージ相当の規格として1/2インチスケール、17/32インチスケール＝軌間2.5インチ（63.5mm）・縮尺1/24、1/22.6という規格が存在したが、2009年制定の現行規格には記載されていない。

### 変遷
1891年のライプツィヒ見本市で、メルクリンが縮尺1/22.5、軌間64mmの鉄道玩具を発表した。1909年に「規格化」された際に、軌間が50.8mmまたは2インチとされた。軌間64mmのものは「規格化」によって3番ゲージとされた。
一方、イギリスにおいては20世紀初頭までにヘンリー・グリーンリーとバセットロークにより鉄道模型の軌間と縮尺の規格が作られた。そのなかで、軌間2インチ（約51mm）・縮尺7/16インチスケール（1/27）を2番ゲージと規定し、また軌間2 1/2インチ（約64mm）・縮尺1/2インチスケール（1/24）を3番ゲージと規定している。現行の規格と比較すると、当時のイギリス規格の3番ゲージが現行のNEM規格の2番ゲージ、近年まで規定が存在したアメリカの1/2インチスケール・17/32インチスケールに相当するものであった。現在のイギリスのBRMSB(British Railway Modeling Standards Bureau)規格には2番・3番ゲージの規格は無く、これらの規格は過去のものとなっている。また以前のNEM規格表には、かつての2番ゲージと呼ばれた、軌間51mm・縮尺1/27の規格は現在慣用されていないとの注記があった。

## ナローゲージ・関連規格
ナローゲージ
模型のナローゲージ（ナローゲージモデル）とは実物の狭軌鉄道を鉄道模型の規格に定められた軌間よりも狭い軌間を使って模型化したものである。2番ゲージの場合は軌間45ｍｍなど64mmよりも狭い軌間を使った縮尺1/22.5の模型がこれに該当する。NEM規格には2番ゲージのナローゲージに関する規格も定められている。
| 呼称        | 軌間   | 実軌間             | 備考               |
| ----------- | ------ | ------------------ | ------------------ |
| II          | 64mm   | 1250mm - 1700mm    | 標準軌など         |
| IIm         | 45mm   | 850mm - 1250mm未満 | メーターゲージなど |
| IIe         | 32mm   | 650mm - 850mm未満  | 軽便鉄道など       |
| IIi（IIｆ） | 22.5mm | 400mm - 650mm未満  | 鉱山鉄道など       |
| IIｐ        | 16.5mm | 300mm - 400mm未満  |                    |

IImはGゲージとも呼ばれている。現在のGゲージの縮尺は、1/22.5に留まらず、メーカーや模型化される車種により縮尺1/20 - 1/29と多様化していて、2番ゲージのナローゲージの範疇を超えた規格となっている。
スタンダードゲージ
かつて存在したアメリカ独自の鉄道模型規格。縮尺はイギリスの2番ゲージ相当だが軌間が2 1/8インチ（54mm）と独特である。
＊日本の鉄道模型黎明期に提唱された鉄道模型軌間である5センチ（50mmゲージ）ゲージについて、酒井喜房は当時発売された製品は2番ゲージの2インチ軌間のものだったのではないかと懐述している。